# Фрунзенская набережная
Фру́нзенская набережная — набережная на левом берегу Москвы-реки в районе Хамовники Центрального административного округа города Москвы. Расположена между Крымским и Андреевским мостами. На набережную выходят улица Тимура Фрунзе, 1-я, 2-я и 3-я Фрунзенские улицы. Нумерация домов начинается от Крымского моста.

## Происхождение названия
Переименована, как и три прилегающие улицы, в честь советского военачальника М. В. Фрунзе. Ранее называлась Хамовническая набережная. Дата переименования в разных источниках указывается разная: 1925 год, 1926 год, 1936 год. Правильная скорее всего последняя дата, так как на карте Москвы 1934 года набережная ещё называется «Хамовническая».

## История
Набережная как проезд вдоль Москвы-реки возникла после сооружения в 1872 году железного Крымского моста. В 1897 году был утверждён проект Хамовнической набережной, как городского проезда до Камер-Коллежского вала, но до 1914 года он был реализован лишь частично. Застройка набережной, за исключением нескольких зданий, до середины 1930-х годов оставалась одноэтажной. В 1923—1936 годах по набережной следовал трамвай.
В 1933 году на набережной открыта Всесоюзная строительная выставка. Во второй половине 1930-х годов на набережной построили несколько многоэтажных жилых домов, в том числе комплекс жилых зданий, повторяющий построенные незадолго до того по проекту архитектора А. Г. Мордвинова на Большой Калужской улице (ныне в составе Ленинского проспекта). В 1936—1937 годах берега реки облицевали гранитом.
«В 1950 году был утверждён план реконструкции набережной, разработанный архитекторами Я. В. Белопольским, Е. Н. Стамо и Н. Я. Улас. По этому плану набережная расширяется до 50 метров и разбивается на шесть кварталов, включающих в застройку и здания, построенные в 1935—1940 гг. Проектируется построить на набережной 40 крупных многоэтажных зданий, семь школ, спортплощадки, устроить озеленение. Дома должны быть, главным образом, в 10—14 этажей, так как набережная находится между высотным зданием Университета на Ленинских горах и новыми высотными домами в Садовом кольце». В результате этого плана набережную застроили сталинскими домами. В 1956 году по набережной провели троллейбус. В 1999 году над набережной сооружён Пушкинский пешеходный мост.

## Примечательные здания и сооружения
- № 2 — жилой дом в стиле конструктивизма (1926—1932, архитектор А. Плигин)[10]. Здесь жил советский государственный деятель Б. Л. Ванников[11].
- № 4, 8 — жилые дома с колоннадами (1939—1943, архитектор К. И. Джус-Даниленко)[12].
- № 10 — дом Чудова монастыря (1915—1918, архитектор И. П. Машков; 1923).
- № 12,  памятник архитектуры (вновь выявленный объект) — жилой дом (1951—1952, архитектор Г. К. Яковлев). На первом этаже находится кинотеатр «Фитиль».
- № 14—18 — жилой дом (1954—1956, архитектор В. Г. Громыко). В доме 18 расположен Государственный русский народный ансамбль «Россия».
- № 22 — здание Главного штаба сухопутных войск России (1938—1951, архитекторы Л. В. Руднев, В. О. Мунц, при участии ряда других).
- № 24 — жилой дом с башней (1950—1953, архитекторы С. П. Тургенев, Б. С. Мезенцев). Здесь жили академик Н. Н. Евтихиев[13], физик Б. К. Вайнштейн[14], архитекторы Б. И. Тхор[15] и Н. С. Полюдов[16], инженер-строитель В. С. Туркин[17], педиатр М. Я. Студеникин[18].
- № 26, 32, 34 — комплекс жилых домов (1939—1940, архитектор А. Г. Мордвинов). Дома по тому же проекту ранее возведены на Ленинском проспекте (№ 20, 24)[19]. В доме № 26 жил актёр Пётр Вельяминов[20].
- № 30 — выставочный комплекс «Росстройэкспо»
- № 32 — жилой дом. Здесь жил актёр Георгий Бурков[21].
- № 36 — жилой дом. Здесь в 1968—1973 годах жил живописец Б. В. Иогансон (мемориальная доска; 1977, скульптор И. А. Иогансон, архитекторы И. Г. Кадина, Ю. П. Жернаков)[22].
- № 38—44 — комплекс жилых домов (1957—1958, архитектор Е. П. Вулых). Здесь жили актёр П. П. Глебов[23], художник А. П. Васильев[24], педагог-математик О. Н. Цубербиллер[25].
- № 46 — жилой дом. Здесь жили Вице-президент РАН Е. П. Велихов, представитель СССР в комиссии ООН по строительству В. Н. Насонов, главный скульптор ВДНХ А. В. Пекарев. Здесь живёт актриса театра и кино Наталья Фатеева. В 1950—1980 гг. в этом доме находился Еврейский антифашистский комитет СССР.
- № 50 — 14-этажный жилой дом в глубине квартала (1955—1956, архитекторы Я. Б. Белопольский, Е. Н. Стамо). Ранее этот же проект был реализован его авторами в доме преподавателей МГУ на Ленинском проспекте. В доме № 50 жили советские государственные деятели Л. М. Каганович (кв. 384)[26][27], М. В. Хруничев[28], народный художник России Е. И. Куманьков, а также тренер Гавриил Качалин (памятная доска).
- № 46—48, 52—54 — комплекс жилых домов (1936—1938, архитекторы Н. Г. Антонцев, А. Г. Волков). В доме № 48 находится центр детского творчества «Театр на набережной». В этом доме жил архитектор Я. Б. Белопольский. В доме 52 жил певец, народный артист РСФСР Георгий Дударев[29]. В доме № 54 жил геолог В. Е. Хаин[30].

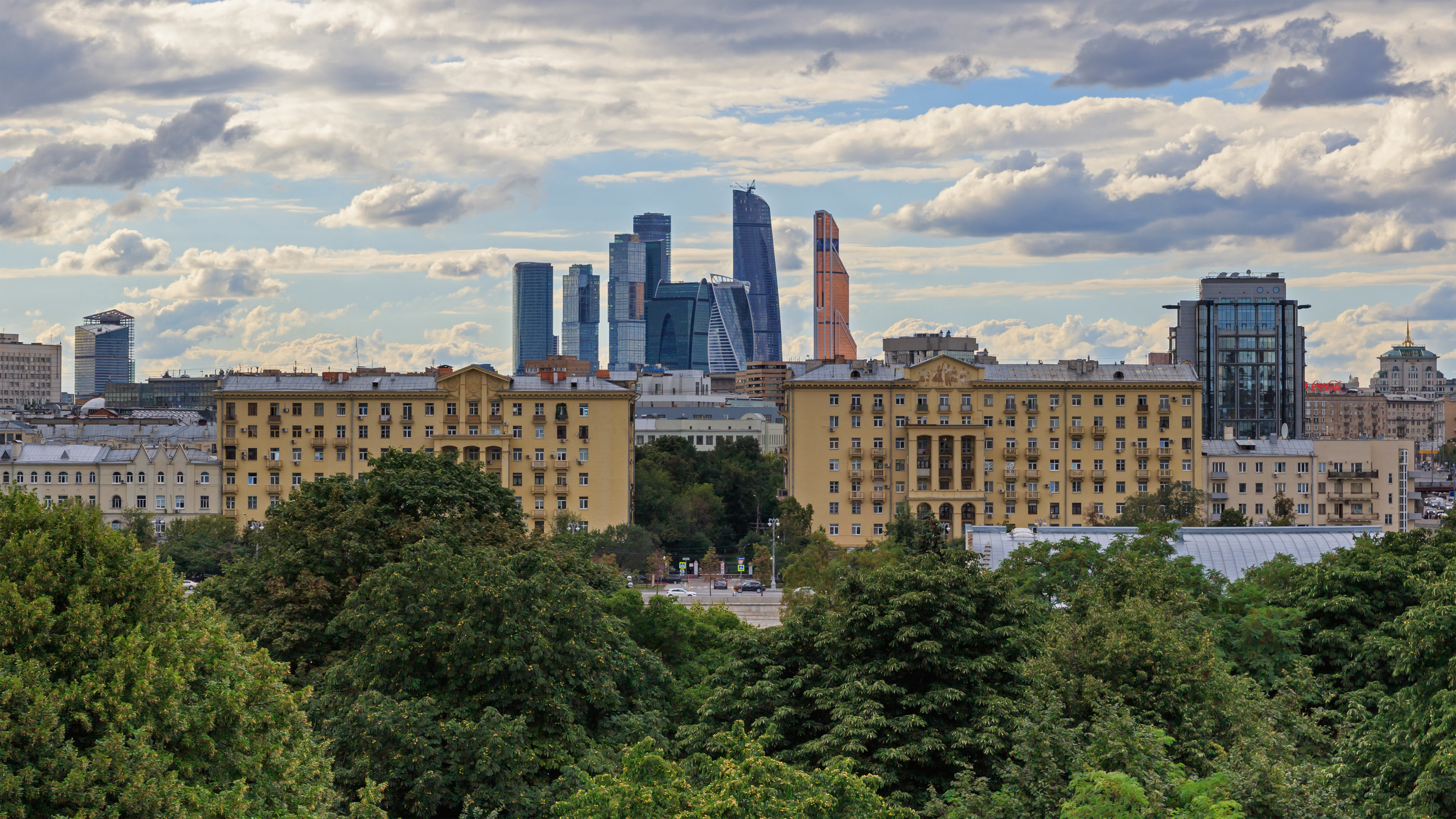
Дома № 8 и 4
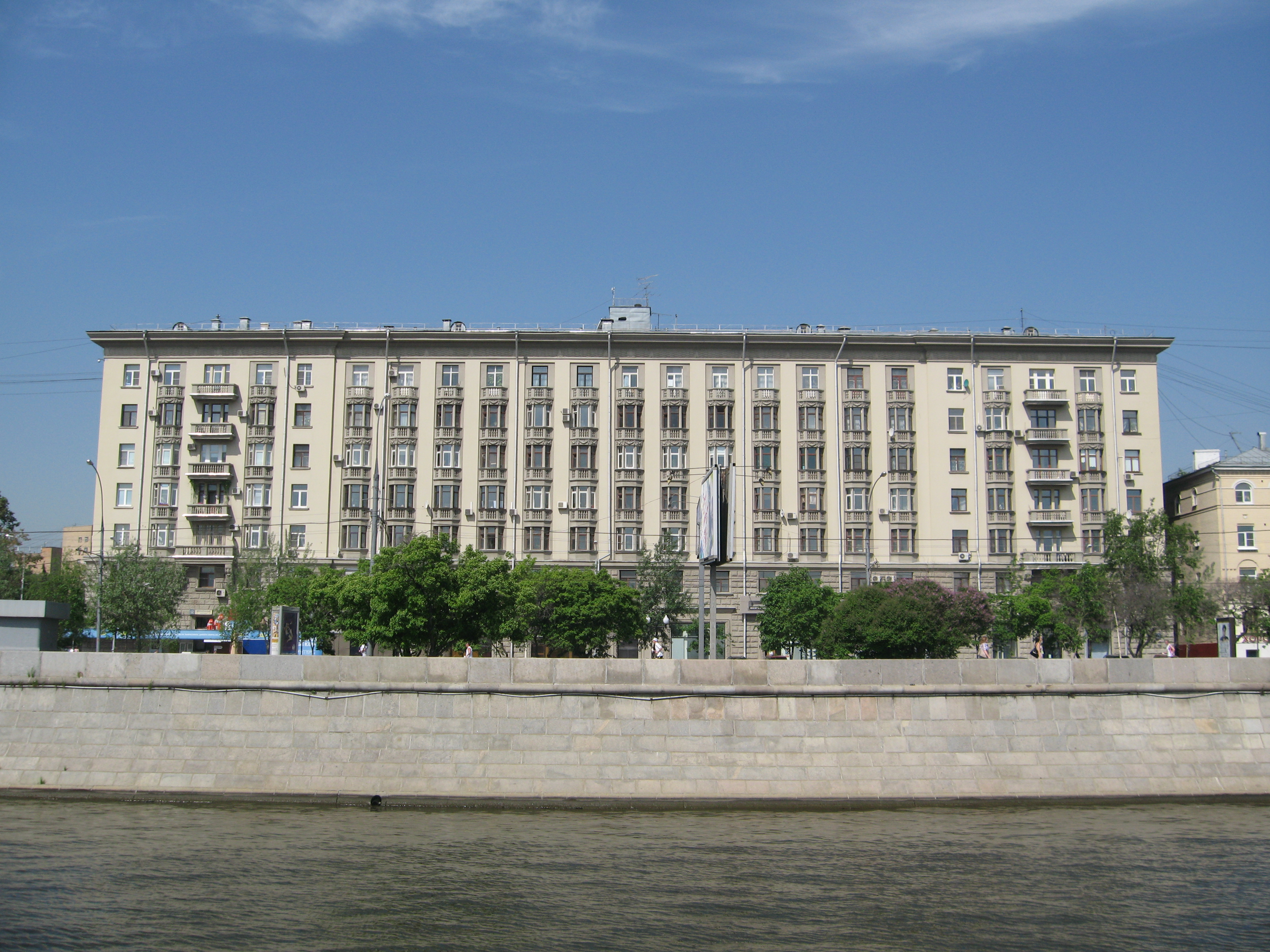
Дом № 12
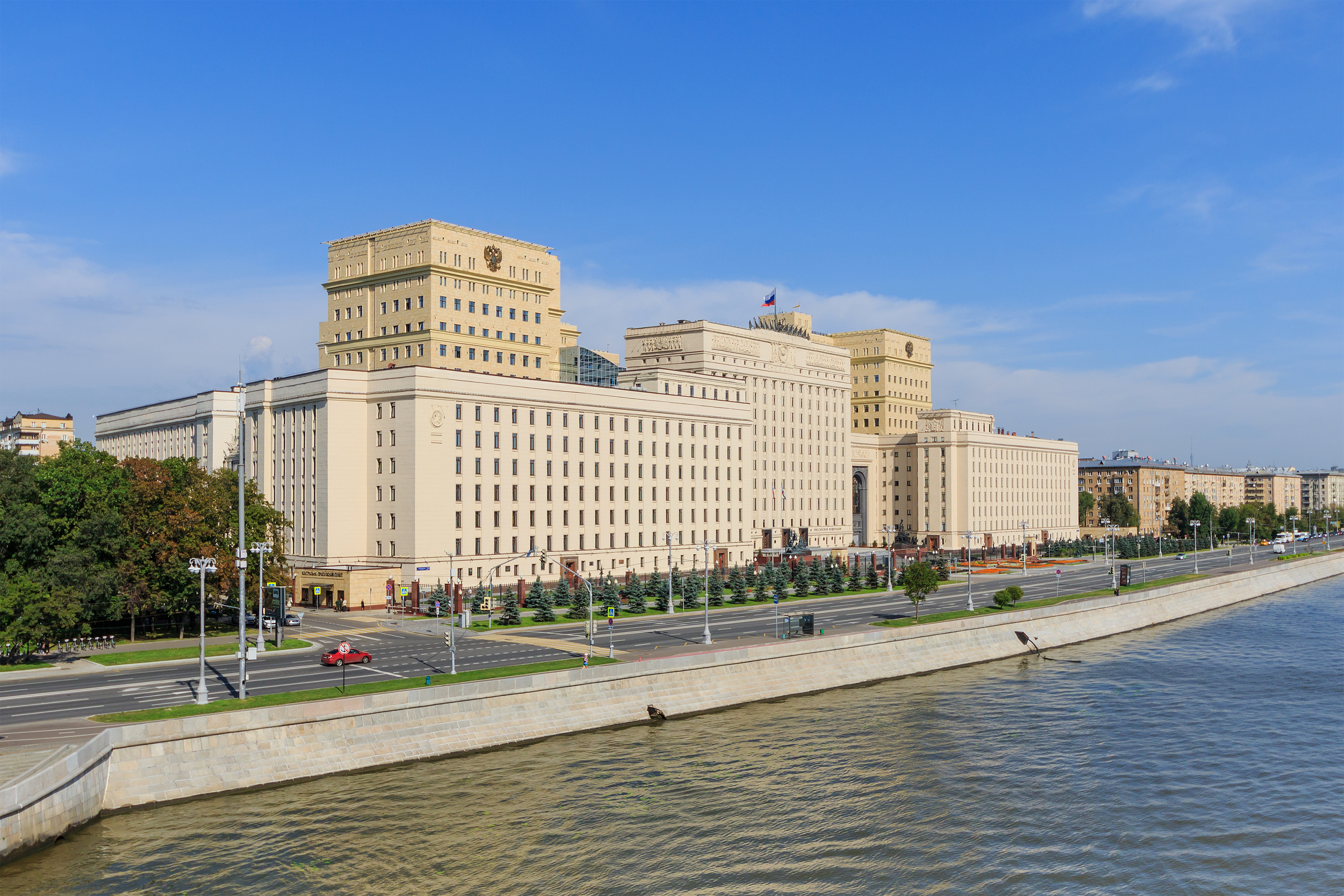
Дом № 20—22
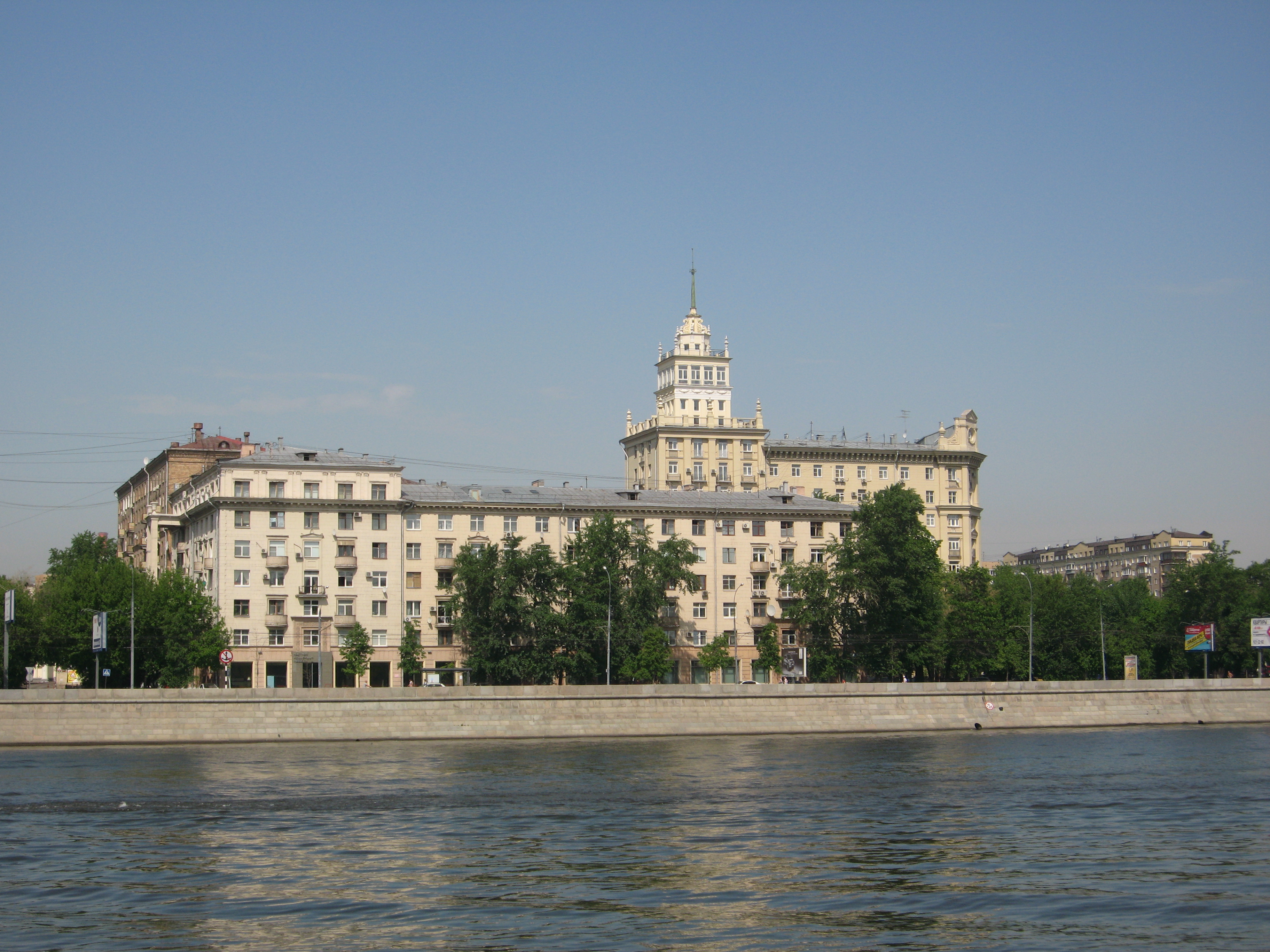
Дом № 24
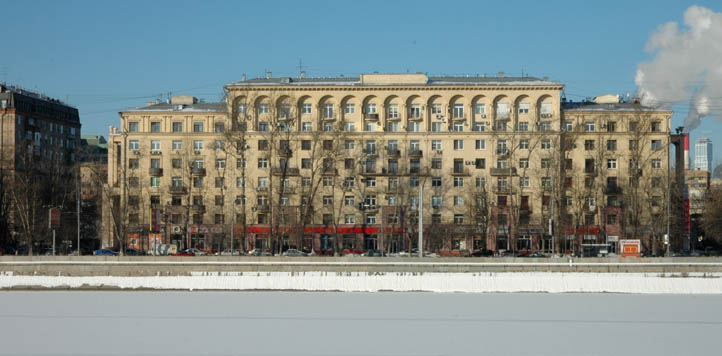
Дом № 32
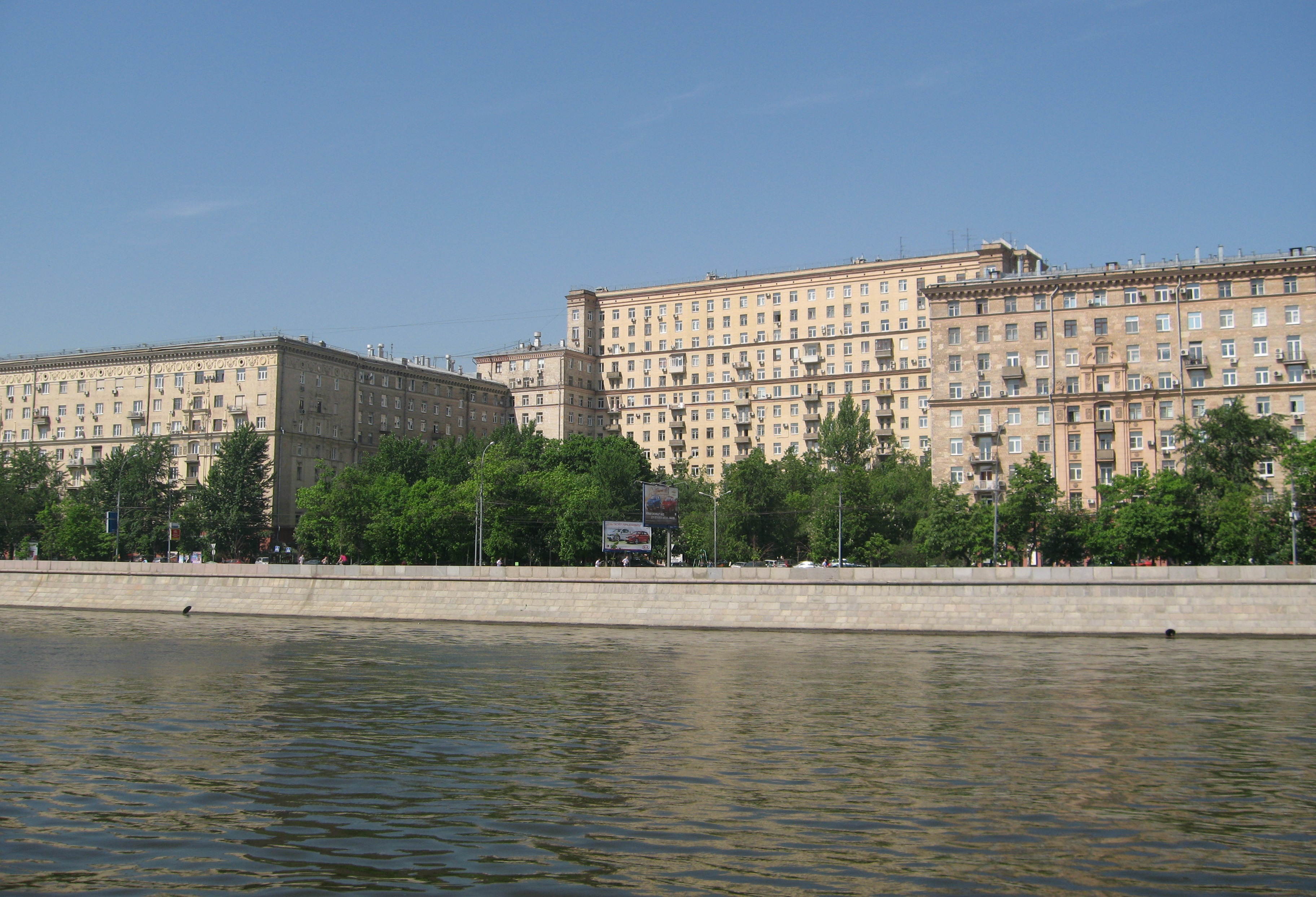
Дома № 38-42
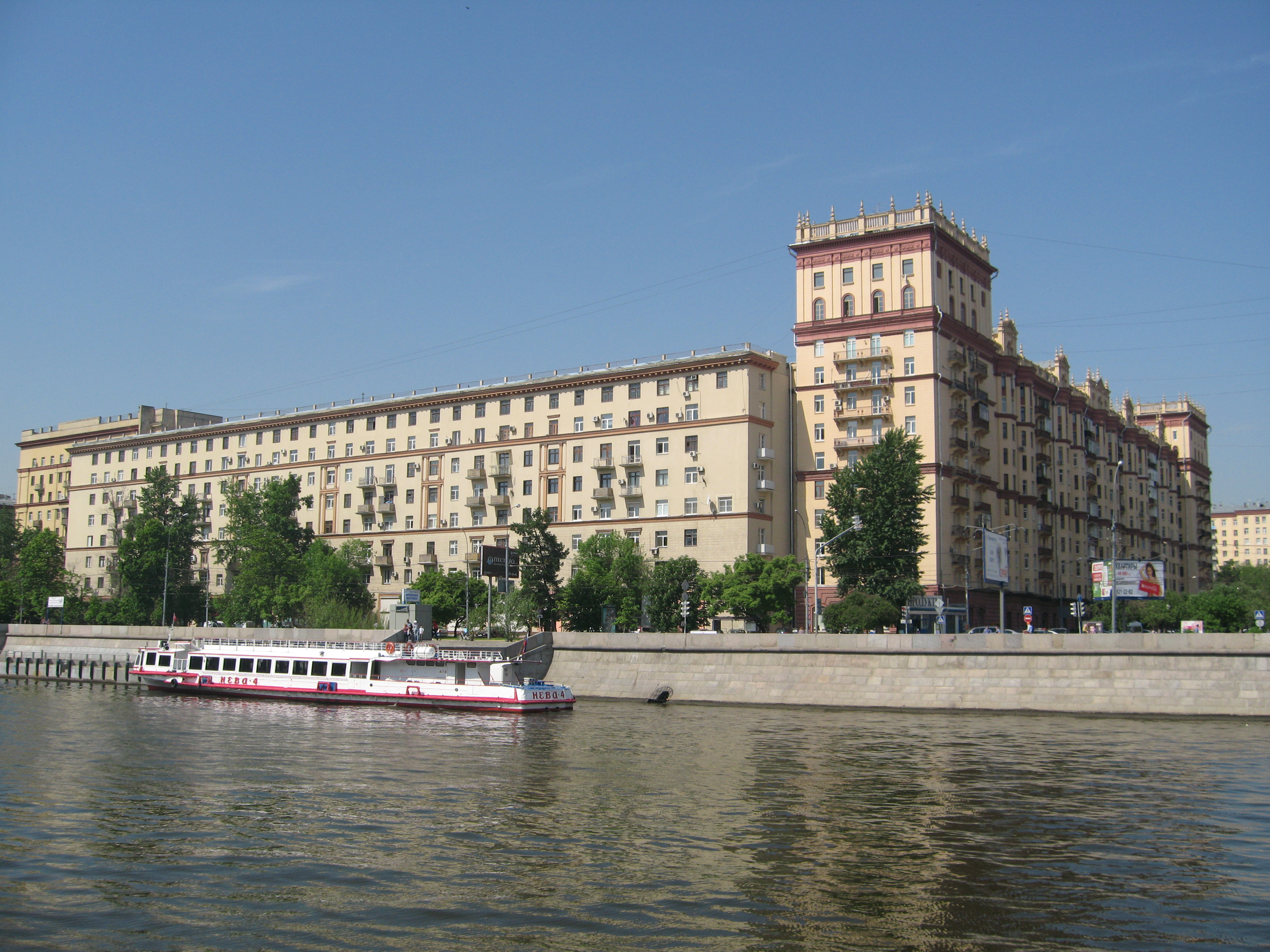
Дом № 46
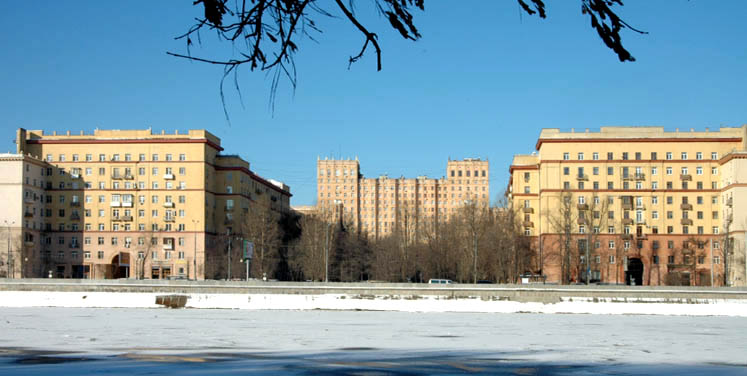
Дома № 48-52
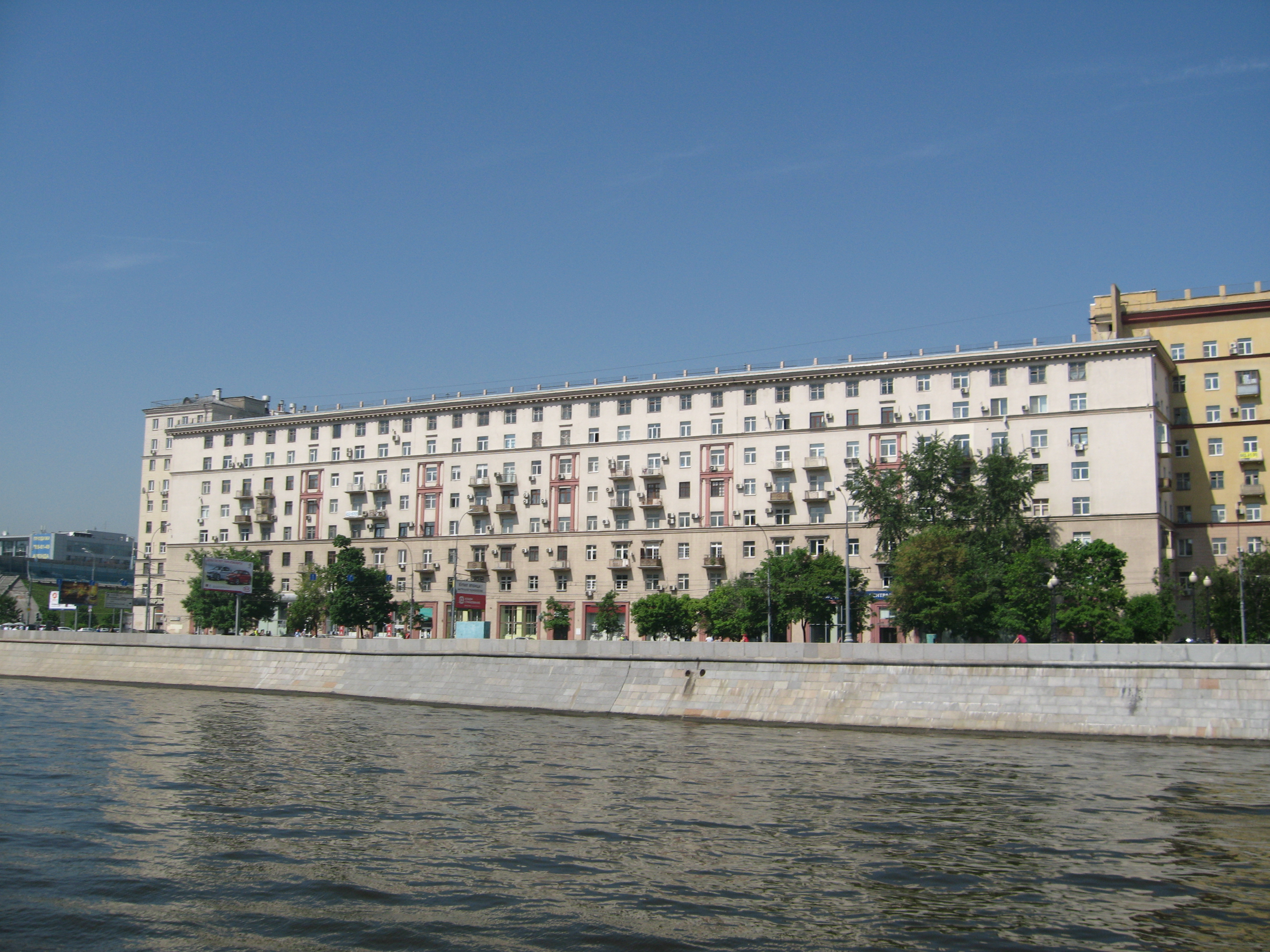
Дом № 54

## Транспорт
- В 200 м от начала набережной — станции метро «Парк культуры» (радиальная) и «Парк культуры» (кольцевая), в 300 м от середины набережной — станция метро «Фрунзенская», в 1,4 км от конца набережной — станция метро «Спортивная» и станция МЦК «Лужники».
- По набережной проходит автобус 379 и некоторые рейсы автобуса Б. От 2-й Фрунзенской улицы до Андреевского моста также проходит автобус с755.
- На набережной расположены две пристани речного трамвая.